# باجنولي دي سوبرا
باجنولي دي سوبرا (بالإيطالية: Bagnoli di Sopra)‏ هي بلدية في مقاطعة باذوة، في فنيتة بشمال شرق إيطاليا، وتقع على بعد 45 كيلومترًا (28 ميلًا) جنوب غرب مدينة البندقية و25 كيلومترًا (16 ميلًا) جنوب باذوة.